# Енергия
Вижте пояснителната страница за други значения на Енергия.
Енергията (на старогръцки: ἐνέργεια – активност, работа) е скаларна физична величина, която характеризира способността на дадена система да променя състоянието на заобикалящата среда или да извършва работа. Често се среща опростената дефиниция, че енергията на дадена система е способността ѝ да върши работа. Тази опростена дефиниция е удобна в класическата механика. Енергията е величина, която може да бъде приписана на всяка частица, предмет или система от тела. Съществуват различни форми на енергия, които често носят името на съответната сила.
Немският физик Херман фон Хелмхолц установява, че всички форми на енергия са еквивалентни и само се превръщат една в друга. При всички тези трансформации цялата енергия остава непроменена. Енергията не може да бъде създавана или унищожавана. Този принцип е известен като Закон за запазване на енергията, валиден е за всяка изолирана система и е директно следствие от това, че физичните закони не се променят с времето. Възможно е обаче енергията да зависи от отправната система.
Мерната единица в SI е джаул, но в някои други системи се ползват киловатчас или килокалория.

## Етимология и история
Eнергия идва от старогръцката дума (ενέργεια) и означава действие, активност, сила в действие. Едни от най-ранните ѝ появи са в трудовете на Аристотел, без неговото авторството да може да се приема със сигурност, тъй като са били многократно преписвани и редактирани.
През латинския език, (energia), думата е преминала във френския, където най-често е употребявана в стилистичен смисъл (като „енергичен“).
В класическата механика понятието за енергия е развито първо от Готфрид Лайбниц и Йохан Бернули, които го описват като жива сила, vis viva. Холандецът Уилем Джейкъб Гравезанд (Willem 's Gravesande) прави експерименти, като пуска предмети с различно тегло от различни височини и определя, че проникването им в глинено блокче зависи от квадрата на скоростта. Маркиза Емили дьо Шатле в Уроци по физика (Institutions de Physique), книга публикувана през 1740 година, обединява идеите на Лайбниц с практическите наблюдения на Гравезанд и развива по-нататък идеята, че енергията на движещо се тяло е пропорционална на произведението на неговата маса и квадрата на скоростта, E ∝ mv².
През 1808 година, Томас Янг е първият, който употребява думата в съвременния ѝ смисъл. Густав Гаспар Кориолис описва кинетичната енергия през 1829 година, а Уилям Ранкин въвежда понятието потенциална енергия. През следващите години възникват нови понятия за различни форми на енергията – електрическа, химична, топлинна, атомна и т.н.

## Понятиетоенергияв различните науки

### Химия
В химията това е енергията, която се свързва с атомите и молекулите и се дефинира като работата, извършена от електрическите сили при преподреждане на електрическите заряди. Ако химическата енергия при дадена химична реакция намалява, това означава, че е предадена на заобикалящата среда (най-често във формата на топлина). Ако химическата енергия се увеличава, това означава, че енергия от заобикалящата среда е превърната в химическа.

### Биология
По време на метаболитни процеси химичните връзки се разкъсват и свързаните с това промени в енергията се изучават от биоенергетиката. Енергия често е съхранена в клетките във формата на химични връзки в молекулите.

### Геология и метеорология
Изригването на вулкани, земетресения, урагани, мълнии, всички те могат да се обяснят чрез трансформиране на един вид енергия в друга. Енергията за някои от тези явления идва от слънцето.

### Космология и астрономия
Тук могат да се видят едни от най-грандиозните трансформации на един вид енергия в друга (супернова, черна дупка) и еквивалентността на маса и енергия.

## Форми на енергията

### Механична енергия
Механична енергия (в класическата механика) е сумата от кинетичната и потенциалната енергия на една система. Потенциалната енергия може да бъде гравитационна или еластична и е свързана с позицията на едно тяло в силово поле. За нея се използва символ Ep, V или Φ и се дефинира като работата, извършена срещу дадена сила при промяна на позицията на тялото спрямо отправна позиция. Потенциалната енергия може да се превърне в кинетична, която е наречена енергия на движението и най-често се означава със символа Ek.
Обобщение:
- кинетична енергия – енергията на движението на телата, бива транслационна и ротационна
- потенциална енергия – гравитационна потенциална енергия и еластична потенциална енергия
- механична енергия – сумата от кинетичната и потенциалната енергии

{\displaystyle \ E_{m}=E_{k}+E_{p}}

### Вътрешна енергия
Вътрешната енергия на дадена термодинамична система се дефинира от Първия закон на термодинамиката. В по-простите термодинамични системи, като газ, разредена плазма и други, вътрешната енергия е кинетичната енергия на микроскопичното случайно движение на частиците от средата. При други по-сложни термодинамични системи, като течност, твърди тела, плазма и други, се отчита и потенциалната енергия на взаимодействие между тях.

### Електромагнитна енергия
Електромагнитна енергия е енергията на електромагнитното поле или транспортираната от електрическия ток. Енергията се дефинира като способността да се извършва работа и електромагнитната енергия е просто един от типовете енергия. Примери на електромагнитна енергия:
- енергията, освобождаваща се в атмосферата по време на буря във формата на светкавица
- енергията, натрупана в намотките на електрически генератор в електростанция и след това пренесена по мрежата до потребителите;
- енергията, складирана в един кондензатор или в една батерия, която се освобождава в електрическата верига.

### Ядрена енергия
Ядрена енергия (използва се често и като атомна енергия) е енергията, освобождаваща се при разпадането на атомното ядро и намираща приложение в енергетиката за получаване на електричество в резултат на контролирана верижна реакция.
Превръщането на масата в енергия се описва с уравнението {\displaystyle E=mc^{2}} за еквивалентност на маса и енергия, изведено от Алберт Айнщайн през 1905 година.

## Връзка между работа и кинетична енергия
Кинетичната енергия {\displaystyle E_{k}} е енергия на система, която се дължи на движението на елементите ѝ. В Нютоновата механика тази енергия на частица с маса {\displaystyle m} и скорост {\displaystyle V} се определя с формулата
{\displaystyle E_{k}={{1 \over 2}\cdot {m}\cdot {V^{2}}}}
Ако системата е затворена, то върху нея не въздействат никакви външни сили. Следователно по втория закон на Нютон, нейното ускорение е нула, което означава, че тя може да се движи само с постоянна скорост.
За система от тела кинетичната енергия е сумата от кинетичните енергии на съставящите я тела. Затова при преместване на едно твърдо тяло, масата е общата, а скоростта е общата скорост на всички елементи от това тяло.
Сила приложена и действаща на системата отвън е пропорционална на масата и ускорението:
{\displaystyle F=m.a}
Съгласно Закона за запазване на енергията и Втория закон на Нютон за една механична система, ако на дадено тяло действа външна сила F, то работата A, извършена от тази сила, е равна на промяната в кинетичната енергия и е равна на силата умножена с изминатия от тялото път S:
{\displaystyle A=F.S=\Delta \ E_{k}=\mathbf {E} _{\mathrm {k2} }-\mathbf {E} _{\mathrm {k1} }}
Ако заместим кинетичната енергия със съответната формула, за работата {\displaystyle A} получаваме:
{\displaystyle F.S=\Delta E_{k}={{1 \over 2}\cdot {m}\cdot {V_{\text{k2}}^{2}}}-{{1 \over 2}\cdot {m}\cdot {V_{\text{k1}}^{2}}}={{1 \over 2}\cdot {m}\cdot {\Delta V^{2}}}}
С други думи механичната работа, извършена от външна сила F, е пропорционална на масата и на квадрата на промяната в скоростта на тялото.
Мерната единица за кинетичната енергия е Джаул (J) – същата, като мерната единица за работа.

## Закон за запазване на енергията
Законът за запазване на енергията гласи:

## Съотношение между различните единици за енергия
| Единица                | Еквивалент в  | Еквивалент в  | Еквивалент в  | Еквивалент в  |
| Единица                | джаул         | ерг           | калория       | eV            |
| ---------------------- | ------------- | ------------- | ------------- | ------------- |
| 1 джаул                | 1             | 107           | 0,238846      | 0,624146•1019 |
| 1 ерг                  | 10-7          | 1             | 2,38846•10-8  | 0,624146•1012 |
| 1 международен джаул   | 1,00019       | 1,00019•107   | 0,238891      | 0,624332•1019 |
| 1 килограм-сила·метър  | 9,80665       | 9,80665•107   | 2,34227       | 6,12078•1019  |
| 1 киловатчас           | 3,60000•106   | 3,60000•1013  | 8,5985•105    | 2,24693•1025  |
| 1 л•атмосфера          | 101,3278      | 1,013278•109  | 24,2017       | 63,24333•1019 |
| 1 калория              | 4,1868        | 4,1868•107    | 1             | 2,58287•1019  |
| 1 термохимична калория | 4,18400       | 4,18400•107   | 0,99933       | 2,58143•1019  |
| 1 електронволт         | 1,60219•10-19 | 1,60219•10-12 | 3,92677•10-20 | 1             |